# Carla Caffé
Carla Dias Caffé Alves (Santo André, 8 de abril de 1965), ou Carla Caffé, é uma arquiteta e diretora de arte brasileira. Trabalhou em filmes como Central do Brasil, Narradores de Javé, O Primeiro Dia e Era o Hotel Cambridge, este último dirigido por sua irmã Eliane Caffé. Em 1993 venceu o Prêmio Folha na categoria Especial pelos desenhos sobre a cidade de São Paulo na seção Cidade Nua, da Revista da Folha. Pelo filme Kenoma, Carla venceu o prêmio de melhor abertura (créditos) no 31.º Festival de Brasília (1998). O seu livro Avenida Paulista (2009), que reúne ilustrações da avenida, recebeu o Prêmio Fundação Nacional do Livro Infantil e Juvenil (FNLIJ) Glória Pondé. Em 2011 Carla Caffé venceu o edital Prêmio Funarte de Arte Contemporânea pelo seu painel A(e)rea Paulista, que foi contemplado também pelo Programa de Ação Cultural (ProAC) do governo do estado de São Paulo.

## Biografia
Formada arquiteta pela FAU-USP no início da década de 1990, foi diretora de arte nos filmes Central do Brasil (com Cássio Amarante), Narradores de Javé, O Primeiro Dia, entre outros.
É irmã da diretora Eliane Caffé, com quem realizou o filme Era o Hotel Cambridge.
Mantém um ateliê em São Paulo no qual desenvolve atividades diversas: arquitetura, desenho, direção de arte.
Publicou dois livros de desenhos de observação de São Paulo, SP na Linha e Av. Paulista.

## Obras selecionadas
- São Paulo na Linha. Ed. DBA, 2000[10]
- Av. Paulista. Cosac Naify, 2009 (com textos de Giselle Beiguelman)[9]
- Era o Hotel Cambridge: arquitetura, cinema e educação. Edições Sesc São Paulo, 2017. O livro foi finalista do Prêmio Jabuti 2018, na categoria Economia Criativa.[11][12]